# HD251408
HD251408 — хімічно пекулярна зоря спектрального класу
A1 й має видиму зоряну величину в смузі V приблизно 10,7.

## Пекулярний хімічний вміст
Зоряна атмосфера HD251408 має підвищений вміст 
Si
.